# 中國共產黨相關爭議

中國共產黨黨徽

中國共產黨相關爭議列出中國共產黨在1921年建黨一個世紀以來受到各界的批評和相關爭議。

## 國內爭議

### 修改历史爭議
異見者称中國共產黨修改（篡改）部分歷史史實以及相關的概念和定義的做法为「歷史修正主義」（Historical Revisionism），甚至稱被中國共產黨修改後的歷史為「偽歷史」。柏克萊加大新聞學院院長夏偉教授在討論《天安門文件》真偽時說：“馬列主義政府經常大膽修改事實，有時甚至偽造紀錄，以讓歷史為其利益服務”。而中共官方則將「還原歷史」、「重寫歷史」、否定黨史、否定國史的主張称之为「歷史虛無主義」。而且部分新聞媒體及非官方媒體文章中經常把中華民國大陸時期描述成一個民不聊生生靈塗炭的“黑暗社會”，國民黨軍隊在對日戰爭中消極抗戰以及把國民黨總裁蔣中正說成是“人民公敵”等明顯片面性宣揚。近些年以来，中國教育部编写的部分教科书正面描写了抗日戰爭中英勇抗战的国民党軍隊，同時有限度强调和承認国民党在正面战场的不可磨灭的作用。

### 封锁
中共建立了數套用於互聯網審查之系統，主要用於阻擋批評當局與涉及台獨、港獨、藏獨和疆獨言論的網站，大部分是港澳台及海外的中文新聞和論壇網站，以及國際社交、博客、視頻、文件寄存網站等，列如搜索引擎Google、YouTube、Facebook、Twitter、Instagram、WhatsApp、Reddit、ChatGPT等知名國際軟件。以及BBC中文網、美國之音中文網、德國之聲（含中文網）、香港電臺等國際媒體中文網站也被完全封鎖。與其他有網絡封鎖的國家不同，當在中國訪問被封鎖網站的時候，不會出現任何政府提示，只會顯示與網站的連接出現問題。2013年1月30日，无国界记者在全球新闻自由指数年度报告中指出中国在相关领域仍然「没有出现任何改善迹象」，是世界上「最大的网民监狱」。2015年10月，美国人权组织“自由之家”发布的报告显示，全球的網際網路自由状况连续第五年恶化，在其调查和评估的65个国家和地区中，中国是網際網路最不自由的国家，这归源于在现任中国共产党中央委员会总书记习近平将“網際網路主权”作为执政重点之一之后，中共採取了一系列措施加大了網路控制的力度。大陆网民可使用VPN访问被限制浏览的网站。

### 侵犯人权
中國大陸的異議人士以及西方国家常常批評中華人民共和國的人權狀況，認爲中國公民無言論自由、出版自由等政治權利。同时，中共在西藏、新疆进行高压统治和军事镇压也广受批评，但在2019年7月對中國對穆斯林政策的聯合國會議上的59個國家中所有伊斯蘭教國家支持中國對新疆的政策，反之，22個抨擊中國對新疆政策的國家是在新疆問題上沒有發言權的基督教國家。据相關中国大陆人民反映，過往經常有因言獲罪的報導和案例，在網絡上對政府或做出批評等不好的言論大規模減少，如今雖很少再有人因言獲罪，但取而代之的是封號與國內愛國網民（部分人稱小粉紅）的網絡暴力。此外实行網絡實名制，生活中的买车票、机票、手机SIM卡等物品都要进行实名登记，登錄中國服游戲的帐號也必須要實名，若未滿18歲會受到限制。個人做自媒體若違規亦會被封殺。根據中國大陸的網絡政策，任何有關歷任與現任正國級幹部的词条在中国国内知名搜索引擎百度皆搜不到。

#### 活摘器官爭議
聯合國禁止酷刑委員會2015年12月9日要求對中華人民共和國政府強摘包括法輪功學員器官的指控進行獨立調查。該指控內容連續多年被列入聯合國及美國國務院、美國國會等機構的人權報告書。中華人民共和國政府僅承認國內器官捐贈制度混亂、且官方自2005年起多次改口後稱「大部分器官來源係來自於死刑犯」，並表示將自2013年起改採新制度，逐步終止這些現象。前衛生部長黃潔夫2015年3月公開向媒體稱周是「掌控囚犯器官利益鏈的大老虎」，在胡溫、習李兩屆領導人皆支持取消「使用死刑犯器官」，胡平指這說法間接證實摘取法輪功修煉者器官的指控。徐才厚、周永康2014年陸續被習近平當局以其他罪名查辦。中華民國立法院、美國國會外交委員會、義大利參議院、澳洲參議院陸續通過決議案譴責中共活摘法輪功及良心犯器官。对此中国政府表示「该指控毫无证据，中國一貫遵守世界衛生組織1991年通過的相關指導原則，禁止出售人體器官，且規定摘取器官前必須取得器官捐贈人書面同意，以及捐贈人有權在最後一刻拒絕捐贈。」

#### 新疆穆斯林群体人权问题
有报道认为，中共中央总书记习近平下令新疆政府将中国及部分中亚国家的一些穆斯林被集中至职业技能教育培训中心中，在这些基地中，他们接受社会主义教育，并且拥护中国共产党、学习中文。中国政府表示，这些举措是为了打击暴力恐怖势力、民族分裂势力和宗教极端势力；极大扭转了新疆安全形势，保障了新疆各族人民的生命权、健康权、发展权等基本人权。
西方国家指控中国的新疆再教育營中存在語言及文化清洗，报道称再教育营破坏了维吾尔族等民族的伊斯兰信仰，强迫他们唱红歌、吃猪肉、喝酒，拒绝照做的人会被罚禁食、坐老虎凳以及不让睡觉等。据报道，再教育营内还发生了強制分離孩童父母等行爲，一些妇女表示曾被迫接受绝育手术、否则就会被送到集中营，有学者形容其为“人口灭绝”或“种族灭绝”。

#### 西藏人权问题
据报道，西藏侵犯人权的行为包括限制宗教、信仰和结社自由；任意逮捕；拘留期间的虐待，包括酷刑；强迫堕胎和绝育。根据1992年国际特赦组织的一份报告（未经核实的数字），中国的司法标准，包括西藏自治区的司法标准，没有达到“国际标准”。报告指控中国共产党政府关押政治犯和良心犯；虐待被拘留者，包括酷刑，以及面对虐待不作为；使用死刑；法外处决；以及强迫堕胎和绝育。20世纪80年代末发表的一系列报告证实了这一说法，即中国正在迫使藏人坚持严格的计划生育，包括强迫堕胎、绝育，甚至杀婴。路透社2020年的一份报告指出，西藏人口的15％是人权组织认为具有强制性的大规模劳工计划的一部分。批评中共的人士说，中共旨在消除“分裂主义、恐怖主义和宗教极端主义三大邪恶”的官方目标被用作侵犯人权的借口。

#### 大規模監控
人脸识别技术已经广泛运用于中国大陆的各种公共场所，甚至政府机关、高等院校也相继启用该技术。

### 手足口病疫情官方隐瞒争议
2008年，中华人民共和国爆发手足口病疫情。安徽阜陽因涉嫌隱瞞疫情，引起民眾廣泛不滿。其中一个疫情重灾区河南省民权县，当局因故意漏报隐瞒疫情而之后多名卫生官员受到撤职或行政处分。

### 2019冠狀病毒病

#### 动态清零政策
自2022年3月以来，中国已有152个地级市遭到部分或全面封锁，影响人口超过2.8亿，但这其中有114个城市是在二十大临近的8月以来被封锁的。
诸如“静态管理”、“居家静止”，或者更明确的“全域静默”、“停止一切非必要人员流动”等描述被广泛使用。这还包括“临时社会面管控”。当局称这不是“封城”，仅仅是减少人员流动，不会影响“正常的生产和生活秩序”。然而，公众被要求“非必要不要外出”。“围合管理”是南方省份广东发明的又一个新词。这指的是村庄、地区或住宅小区被围起来，入口和出口都设有检查站。人员和车辆可以凭通行证进出。不在封闭区域内生活或工作的人不得进入。但是，居民被告知这并非封锁。当追踪措施变得让人烦恼时，急切的官员想出了一个替代方案：“时空伴随者”。这个受科幻小说启发的短语指的是，通过手机追踪到的某个人的位置在时间和空间上与新冠病毒阳性病例重叠。今年春节期间，河南省郸城县县长警告欲从外地返回的人如果“恶意返乡”，将会面临“先隔离再拘留”。
当前中国正处于北京所说的“科学精准、动态清零”阶段，其确切含义似乎无人知晓，但这意味着比早期的“动态清零”政策更前进一步。“动态”原本的理念是当局并非要封锁整个城镇，而是根据情况需要，更动态地做出反应。但人们实际看到和感受到的仍是一系列无休止的封锁。今年年初，拥有1300万人口的旅游城市西安被封锁了一个月。然后在3月底，上海宣布封锁。它本应持续不到一周，但实际上2500万居民在家中待了两个月。 9月，被封锁的成都居民发现自己在地震时被困在公寓里。同省其他地区的野外救援人员还必须先进行核酸检测，然后才能开展工作。同月，山西两个城市的数十万人在没有一例阳性病例的情况下被封锁。官员称这是为了“遏制外部风险”。当地一名市委书记誓言要保护当地，“以优异成绩迎接党的二十大胜利召开”。
北京一再坚称"动态清零"意味着地方当局不得采取“一刀切”的方法，例如全面封锁和大规模检测。但该政策与中国城镇实际发生的情况似乎存在差异。事实上，在3月和4月，地方官员宣布的多项封城措施都没有在国务院每日疫情防控更新中被提到，其中包括深圳的一次把1700万人限制在家中一周的封锁。中央政府官员可能不想将注意力放在全面封锁，以鼓励这样的做法，而地方官员则更愿意利用它们来迅速控制疫情。
从4月起，中国政府公告中的封锁数据与地方公告中的数据一致——大约在同一时间，习近平重申了他对坚持清零政策的支持。随着时间推移，越来越多的城市停止了细致的追踪，进入了全面封锁，即使只有少数病例报告。

### 三峽大壩
涉及争议包括政治争议，以及工程建设相关问题。

## 国际爭議

### 臺灣問題
2015年底台灣藝人周子瑜因在韓國綜藝節目中手拿中華民國國旗揮舞，被藝人黃安在新浪微博舉報是「台獨」而引發一起事件，黃安微博的發文，觸發中國大陸網友的反台獨情緒，演變成抵制周子瑜的聲浪，周子瑜在中國大陸的預定演出和代言皆被取消，經紀公司JYP娛樂遭到中國大陸網友抵制。2016年1月15日，JYP娛樂安排周子瑜錄製影片公開道歉，並聲明自己是一個中國人。1月16日，中國國臺辦回應此事後，事件才逐漸平息，有評論認為，道歉影片中的周子瑜像是伊斯蘭國劫持的人質，臨死前宣讀「悔過」聲明，引起了台灣民眾反中共打壓的情緒。時任中華民國總統馬英九及蔡英文、朱立倫、宋楚瑜三位總統候選人一致公開力挺周子瑜，國內外民眾群起聲援周子瑜。周子瑜事件意外使九二共識一夕之間破功，總統大選後台灣智庫民意調查指周子瑜事件約影響1成選票，泛綠陣營民主進步黨受益，泛橘陣營親民黨受益，人民日報旗下微信公眾號也承認中國大陸傳媒集體封殺16歲的台灣藝人周子瑜事件都能給民進黨增加50萬選票；兩名來自臺灣，參加澳洲昆士蘭省羅坎普頓活動的學生，如同其他國際參加者一樣，在公牛塑像上繪製國旗，然而不久後，其繪製的中華民國國旗卻遭當地政府完全塗掉。當地政府坦承此舉是因為來自中國大陸共產黨政府官員的施壓。學生家長表示，「雕像上有巴西國旗、日本國旗，卻只有这中華民國國旗被塗掉，她的孩子因為中共施壓塗掉中華民國國旗的決定，感到非常傷心且失望。台灣大部分人民至今仍無法接受中共一系列所谓不尊重人權的以及不斷打壓臺灣的作為。

### 不正当获取他國智慧財產
隨著中國提出人均所得達到八千美元，中國大陸開始面臨工資上漲，產業不得不轉型升級的情勢，儘管中國大陸在中共的產業扶持下，創新產業發展迅速，但其發展速度仍然遜於民衆需求，被認為不利於產業的創新，中共為了避免產業升級步調過慢影響中國大陸的經濟成長，進而降低民衆生活水平，便以能否進入中國大陸市場為條件，希望外國公司進行技術轉移，或透過其他途徑合理獲取他國技術，來推進其產業轉型升級的進度，引起批判。

### SARS
涉及争议包括北京市疫情瞒报及相关争议，以及中国内地与香港关系相关争议。